# Episodi di Poirot (ottava stagione)
L'ottava stagione di Poirot è composta da 2 episodi della durata di 103 minuti.
| nº | Titolo originale      | Titolo italiano    | Prima TV Inghilterra | Prima TV Italia |
| -- | --------------------- | ------------------ | -------------------- | --------------- |
| 1  | Evil Under the Sun    | Corpi al sole      | 20 aprile 2001       | 2002            |
| 2  | Murder in Mesopotamia | Non c'è più scampo | 8 luglio 2001        | 2002            |

## Corpi al sole
- Titolo originale: Evil Under the Sun
- Diretto da: Tom Clegg
- Scritto da: Anthony Horowitz

### Trama
Poirot ha un collasso durante una cena con il fidato Hastings e l'ispettore Japp. Portato in ospedale, gli viene consigliata una cura dimagrante perché il peso in eccesso potrebbe aver causato dei problemi cardiaci. Si reca quindi in un centro della salute in riva al mare a Burgh Island, nel Devon, famoso per avere il clima migliore dell'Inghilterra, accompagnato dal suo amico Hastings. Lì incontra Arlena Stuart Marshall, una nota attrice di Broadway, sposata con Kenneth, padre di Lionel, che con la sua classe e il suo savoir-faire sovrasta ogni altro cliente dell'hotel della signora Castle. Col passare del tempo, l'aria si carica di tensione, fino a quando Arlena Stewart viene trovata strangolata su una spiaggia appartata. Come al solito Poirot si trova a fare i conti con numerosi sospettati e il mistero si dipana lentamente mentre cerca l'esatto metodo utilizzato dall'assassino e la corretta sequenza di eventi.
- Cast: David Suchet (Hercule Poirot), Hugh Fraser (capitano Hastings) Philip Jackson (ispettore Japp), Pauline Moran (Miss Lemon), Michael Higgs (Patrick Redfern), Tamzin Malleson (Christine Redfern), Louise Delamere (Arlena Stuart Marshall), Tim Meats (Stephen Lane), Marsha Fitzalan (Rosamund Darnley), Carolyn Pickles (Emily Brewster), David Mallinson (Kenneth Marshall), Russell Tovey (Lionel Marshall), Ian Thompson (Maggiore Barry), David Timson (Sir Horace Blatt), Rosalind March (Daphne Castle)
- Romanzo originale: Corpi al sole.
L'episodio è il secondo riadattamento cinematografico del romanzo: la prima versione fu Delitto sotto il sole, interpretata da Peter Ustinov e diretta da Guy Hamilton.

## Non c'è più scampo
- Titolo originale: Murder in Mesopotamia
- Diretto da: Tom Clegg

### Trama
Mentre accompagna il suo amico Hastings in uno scavo in Iraq, Hercule Poirot si trova immischiato nell'omicidio della moglie di un archeologo. La vittima, la signora Leidner, aveva ricevuto delle lettere di minaccia firmate dal suo primo marito, che sembrava fosse morto in un incidente ferroviario.
- Romanzo originale: Non c'è più scampo